# Ліпофусцин
Ліпофусцин — біологічний пігмент, що накопичується у вигляді дрібних гранул жовто-коричневого кольору в клітинах тварин і є залишком лізосомного травлення ліпідів. Ця речовина розглядається як один із пігментів «зношування» або старіння та трапляється в печінці, нирках, серцевих м'язах, надниркових залозах, нервових клітинах і клітинах нервових вузлів. Темні плями на шкірі старих людей, зазвичай, є поверхневими шкіряними відкладеннями ліпофусцину. Найзвичайніше гранули розташовані навколо ядра. Ліпофусцин — цілком інертна речовина і практично не впливає на нормальну клітинну морфологію і функціювання.

## Біологічна роль
По своєму складу (С — 50,4%, Н — 5,9%, N — 10,8%, S — 3,2%) ліпофусцин є близьким до меланіну, тому деякі автори ототожнюють їх. Прийнято вважати, що це пігмент "старіння" нейрону, який пов'язаний із процесами неповного розщеплення речовин у лізосомах. Ліпофісуцин накопичується у лізосомах. 
У молодих нейронах (1 стадія, дифузна) ліпофусцину мало, він розсіяний по цитоплазмі нейрону. У зрілих нервових клітинах (2-го стадія, навколоядерна) кількість ліпофусцину збільшується, і він починає накопичуватися у зоні ядра. У старіючих нейронах (3 стадія, полярна) кількість ліпофусцину наростає, і накопичення його гранул концентрується біля одного з полюсів нейрону. У старих нейронах (4 стадія, біполярна), ліпофусцин заповнює великий об'єм цитоплазми, і його накопичення знаходяться на протилежних полюсах нейрону. У ряді випадків ліпофусцину у клітини стає так багато, що його гранули деформують ядро. Ліпофусцин є невивідним продуктом метаболізму у нервових клітинах мозку. 
Цікаво, що телур, прийнятий перорально, сприяє інтенсивному накопиченню ліпофусцину у мозку. 
1. ↑  Рева И.В., Рева Г.В., Ямамото Т., Гульков А.Н., Даниленко М.В., Вершинина С.С., Шмелёв М.Е., Тясто В.А., Овчинникова Е.В., Балдаев С.Н. - СТАРЕНИЕ И ИШЕМИЯ НЕЙРОНОВ.
2. ↑  С.В.Савельев - Нищета мозга.
3. ↑  Меркурьева Марина Александровна, Платыгина Елена Владимировна, Семенова Валентина Васильевна, Теплых Виссарион Федорович, Чернова Галина Ивановна - Новый справочник химика и технолога. Радиоактивные вещества. Вредные вещества. Гигенические нормативы. - С.-Пб.: АНО НПО "Профессионал", 2004, - 1142 с. (сторінка 500).